# Strokkur

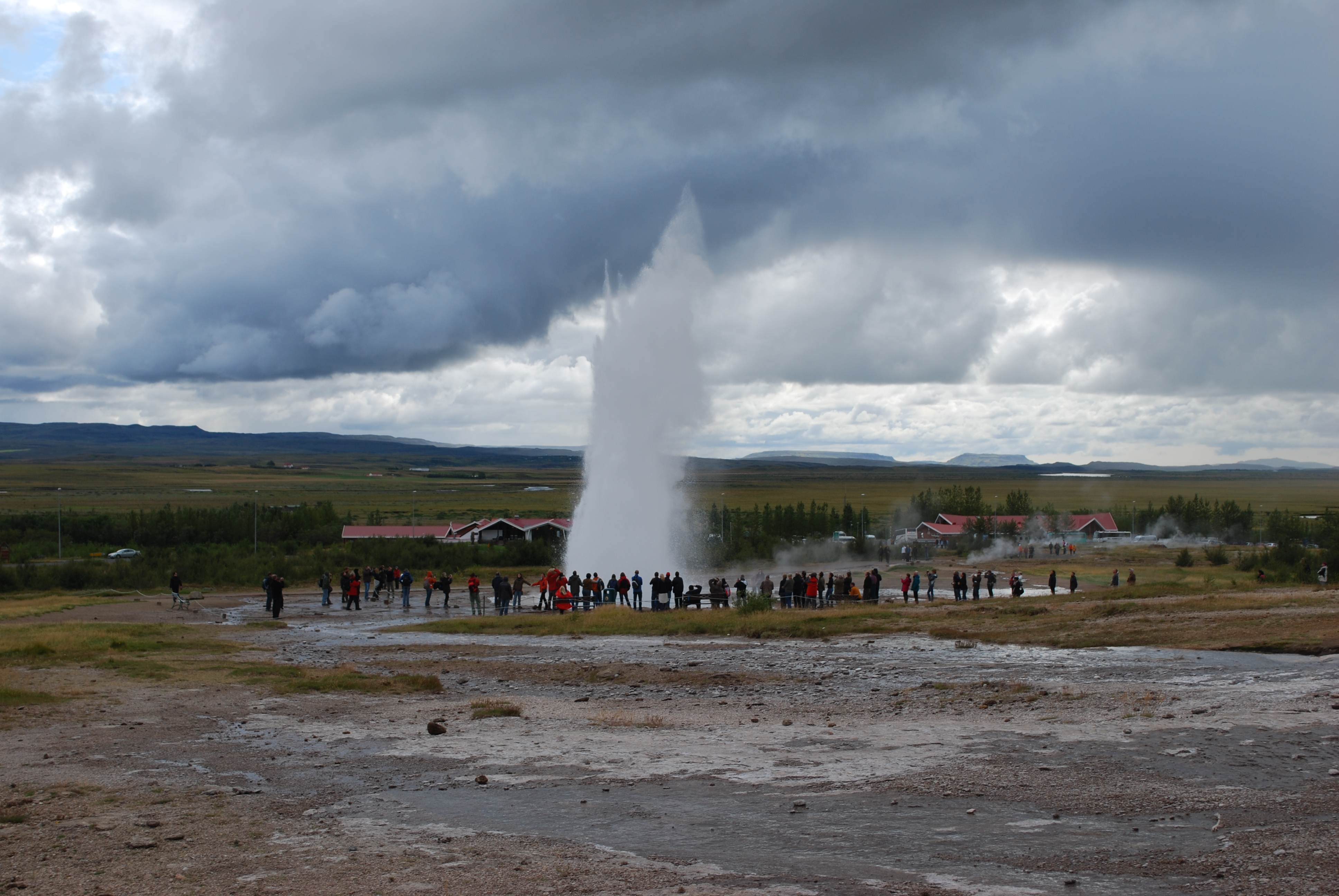
Po ukončení erupcí Geysiru se stal Strokkur hlavní turistickou atrakcí v této oblasti a na jeho erupci čekává mnoho turistů

Strokkur (v islandštině znamená „stloukat“) je gejzír v geotermální oblasti u řeky Hvítá na Islandu.
Strokkur leží jen několik metrů od známého Geysiru, ale na rozdíl od Geysiru, který je nepravidelný a může být po několik let nečinný, chrlí Strokkur pravidelně každých 5–10 minut vařící vodu do výšky více než 20 metrů. Poprvé vytryskl r. 1789.

## Galerie

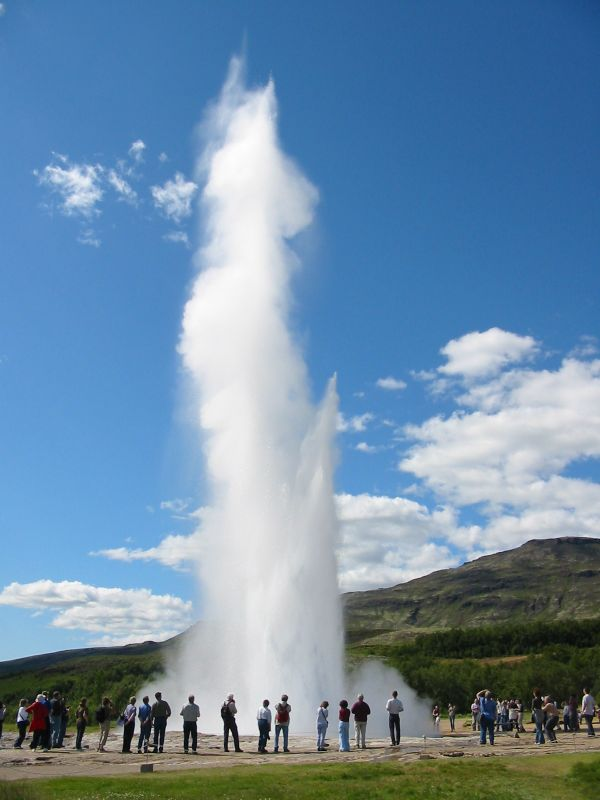
Strokkur
Strokkur
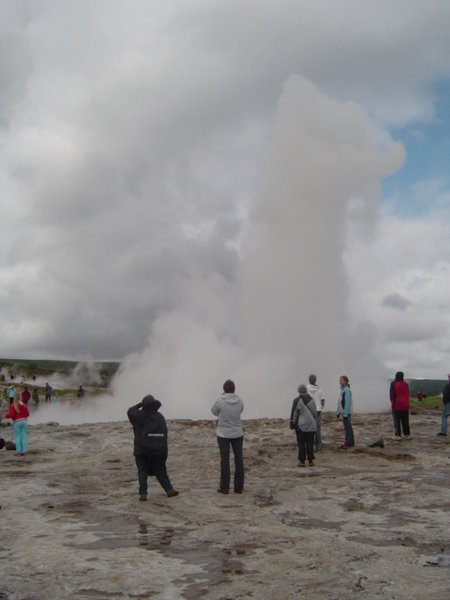
Strokkur
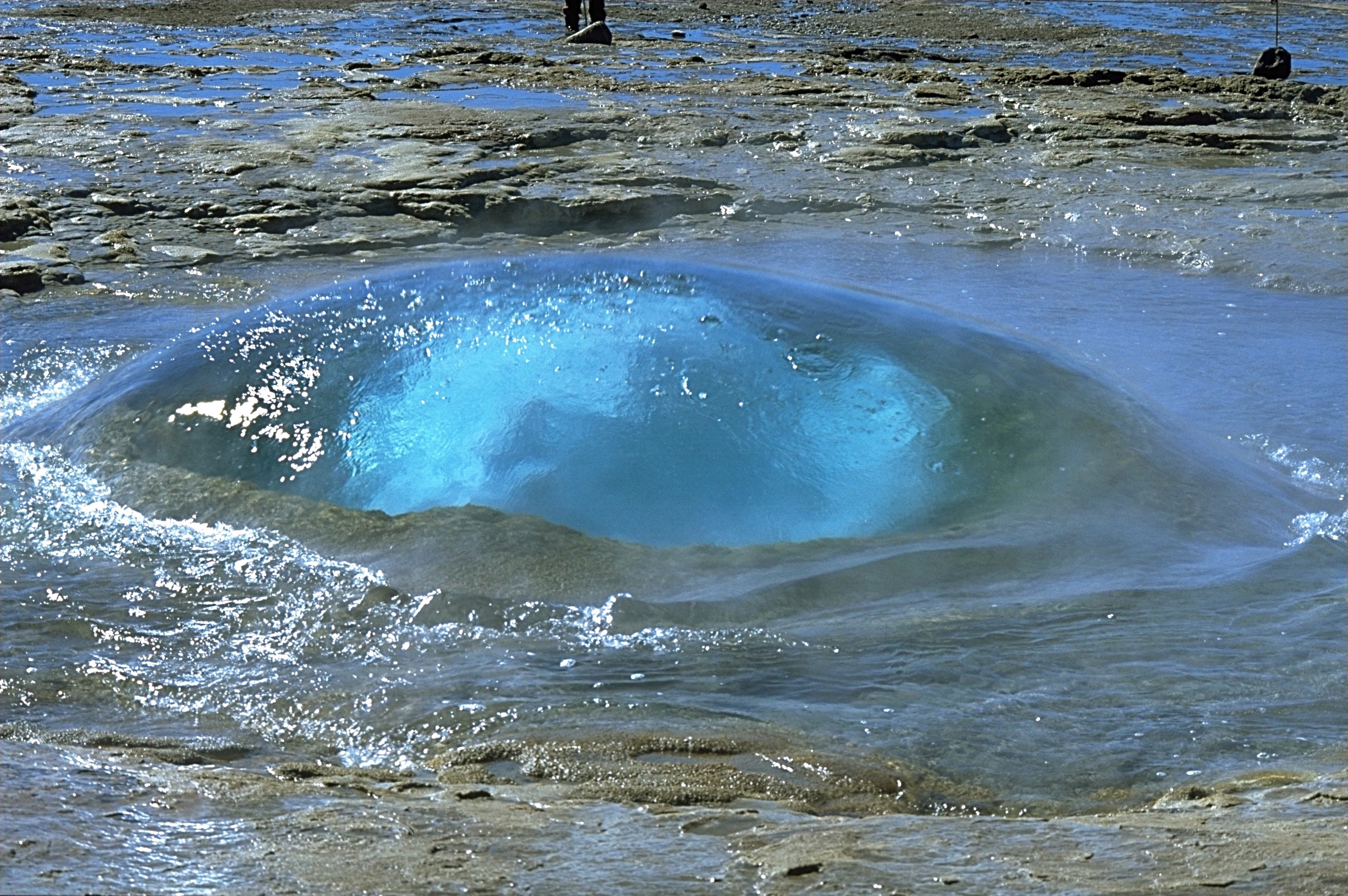
Strokkur